# Succimorda
Succimorda is een geslacht van kevers uit de familie spartelkevers (Mordellidae).
Het geslacht is voor het eerst wetenschappelijk beschreven in 2001 door Kubisz.

## Soorten
Het geslacht omvat de volgende soort:
- Succimorda rubromaculata Kubisz, 2001